# Jürgen Mandl
Jürgen Mandl (Graz, 19 de agosto de 1965) es un deportista austríaco que compitió en bobsleigh en la modalidad cuádruple.
Ganó una medalla de bronce en el Campeonato Mundial de Bobsleigh de 1990 y dos medallas en el Campeonato Europeo de Bobsleigh, oro en 1989 y plata en 1990.
Estudió Medicina en la Universidad de Graz, graduándose en 1994. Ha trabajado en diferentes hospitales como cirujano ortopédico, y en su propia consulta como especialista en medicina deportiva.

## Palmarés internacional
| Campeonato Mundial | Campeonato Mundial   | Campeonato Mundial | Campeonato Mundial |
| Año                | Lugar                | Medalla            | Prueba             |
| ------------------ | -------------------- | ------------------ | ------------------ |
| 1990               | Sankt Moritz (Suiza) | Medalla de bronce  | Cuádruple          |
| Campeonato Europeo |                      |                    |                    |
| Año                | Lugar                | Medalla            | Prueba             |
| 1989               | Winterberg (RFA)     | Medalla de oro     | Cuádruple          |
| 1990               | Igls (Austria)       | Medalla de plata   | Cuádruple          |